# Universitatea tehnică-științifică a Norvegiei

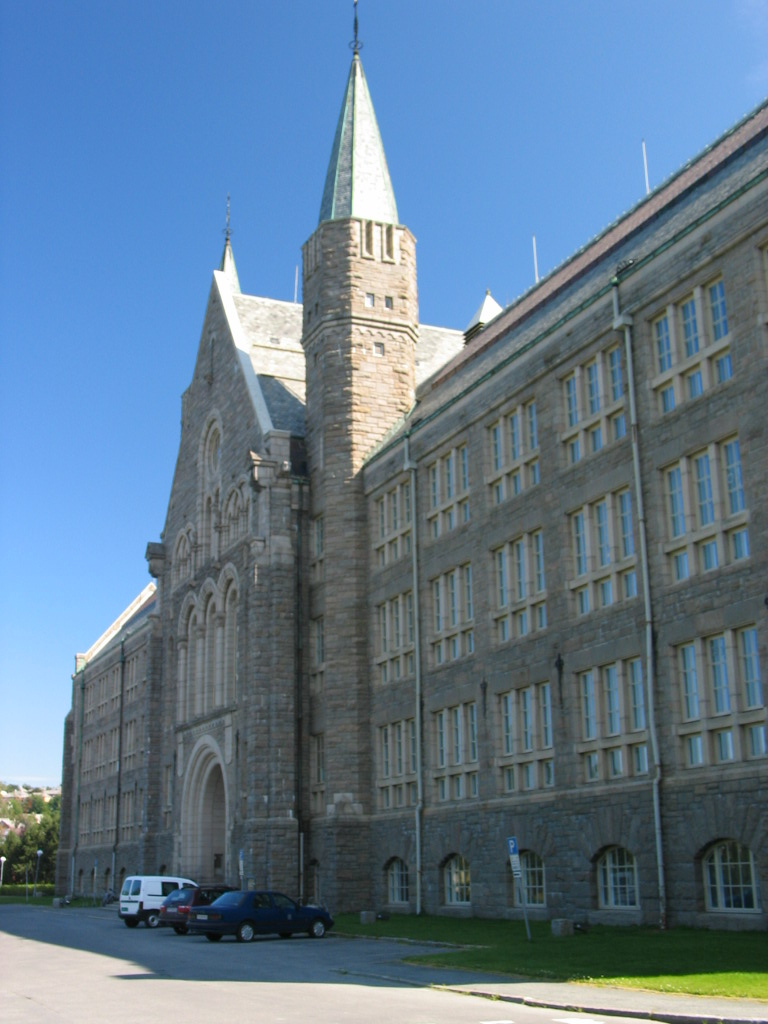
Clădirea principală a NTNU

Universitatea tehnică-științifică a Norvegiei (cunoscută mai adesea sub acronimul NTNU, de la denumirea norvegiană Norges teknisk-naturvitenskapelige universitet, în engleză Norwegian University of Science and Technology), aflată la Trondheim, este a doua ca mărime din cele șase universități norvegiene și prima ca importanță în învățământul tehnic-științific. Universitatea are 7 facultăți (inclusiv discipline umanistice, științe sociale și medicină) și 53 de departamente; are 20.000 de studenți (dintre care jumătate în departamentele tehnice-științifice). Acordă anual circa 3300 de diplome: 1100 de bachelor, 2200 de master și 260 de doctor. Cercetarea interdisciplinară practicată la NTNU conduce la rezultate inovative cu profund impact social și economic.